# Critérium du Dauphiné 2023
De 75e editie van het Critérium du Dauphiné werd verreden van zondag 4 juni tot en met zondag 11 juni 2023. De wedstrijd was onderdeel van de UCI World Tour 2023 en werd door velen gebruikt als voorbereiding op de Ronde van Frankrijk 2023. De vorige editie werd gewonnen door de Sloveen Primož Roglič. Deze 75e editie werd gewonnen door de Deen Jonas Vingegaard, die ook de 5e en 7e etappe won.

## Etappe-overzicht
| Etappe | Datum   | Start                 | Aankomst               | Type                | Afstand (km) | Winnaar            | Klassementsleider  |
| ------ | ------- | --------------------- | ---------------------- | ------------------- | ------------ | ------------------ | ------------------ |
| 1e     | 4 juni  | Chambon-sur-Lac       | Chambon-sur-Lac        | Heuvelrit           | 157,7        | Christophe Laporte | Christophe Laporte |
| 2e     | 5 juni  | Brassac-les-Mines     | La Chaise-Dieu         | Heuvelrit           | 167,3        | Julian Alaphilippe | Christophe Laporte |
| 3e     | 6 juni  | Monistrol-sur-Loire   | Le Coteau              | Vlakke rit          | 191,3        | Christophe Laporte | Christophe Laporte |
| 4e     | 7 juni  | Cours                 | Belmont-de-la-Loire    | Individuele tijdrit | 31,1         | Mikkel Bjerg       | Mikkel Bjerg       |
| 5e     | 8 juni  | Cormoranche-sur-Saône | Salins-les-Bains       | Heuvelrit           | 191,1        | Jonas Vingegaard   | Jonas Vingegaard   |
| 6e     | 9 juni  | Nantua                | Crest-Voland           | Heuvelrit           | 168,2        | Georg Zimmermann   | Jonas Vingegaard   |
| 7e     | 10 juni | Porte-de-Savoie       | Col de la Croix-de-Fer | Bergrit             | 147,7        | Jonas Vingegaard   | Jonas Vingegaard   |
| 8e     | 11 juni | Le Pont-de-Claix      | La Bastille            | Bergrit             | 152,8        | Giulio Ciccone     | Jonas Vingegaard   |

## Etappe-uitslagen

### Eerste etappe
| Plaats  | Naam               | Ploeg                    | tijd     |
| ------- | ------------------ | ------------------------ | -------- |
| Winnaar | Christophe Laporte | Team Jumbo-Visma         | 3u43'20" |
| 2       | Matteo Trentin     | UAE Team Emirates        | z.t.     |
| 3       | Rune Herregodts    | Intermarché-Circus-Wanty | z.t.     |
| 4       | Axel Zingle        | Cofidis                  | z.t.     |
| 5       | Maxim Van Gils     | Lotto-Dstny              | z.t.     |
| 6       | Danny van Poppel   | BORA-hansgrohe           | z.t.     |
| 7       | Andrea Bagioli     | Soudal-Quick Step        | z.t.     |
| 8       | Fred Wright        | Bahrain-Victorious       | z.t.     |
| 9       | Robert Stannard    | Alpecin-Deceuninck       | z.t.     |
| 10      | Marco Brenner      | Team DSM                 | z.t.     |

| Plaats    | Naam               | Ploeg                    | tijd     |
| --------- | ------------------ | ------------------------ | -------- |
| Gele trui | Christophe Laporte | Team Jumbo-Visma         | 3u43'20" |
| 2         | Matteo Trentin     | UAE Team Emirates        | + 4"     |
| 3         | Rune Herregodts    | Intermarché-Circus-Wanty | + 6"     |
| 4         | Axel Zingle        | Cofidis                  | + 10"    |
| 5         | Maxim Van Gils     | Lotto-Dstny              | z.t.     |
| 6         | Danny van Poppel   | BORA-hansgrohe           | z.t.     |
| 7         | Andrea Bagioli     | Soudal-Quick Step        | z.t.     |
| 8         | Fred Wright        | Bahrain-Victorious       | z.t.     |
| 9         | Robert Stannard    | Alpecin-Deceuninck       | z.t.     |
| 10        | Marco Brenner      | Team DSM                 | z.t.     |

### Tweede etappe
| Plaats  | Naam                | Ploeg                 | tijd     |
| ------- | ------------------- | --------------------- | -------- |
| Winnaar | Julian Alaphilippe  | Soudal-Quick Step     | 3u54'53" |
| 2       | Richard Carapaz     | EF Education-EasyPost | z.t.     |
| 3       | Natnael Tesfatsion  | Trek-Segafredo        | z.t.     |
| 4       | Christophe Laporte  | Team Jumbo-Visma      | z.t.     |
| 5       | Maxim Van Gils      | Lotto-Dstny           | z.t.     |
| 6       | Robert Stannard     | Alpecin-Deceuninck    | z.t.     |
| 7       | Fred Wright         | Bahrain-Victorious    | z.t.     |
| 8       | Oscar Onley         | Team DSM              | z.t.     |
| 9       | Marco Brenner       | Team DSM              | z.t.     |
| 10      | Clément Champoussin | Arkéa Samsic          | z.t.     |

| Plaats    | Naam                 | Ploeg                    | tijd     |
| --------- | -------------------- | ------------------------ | -------- |
| Gele trui | Christophe Laporte   | Team Jumbo-Visma         | 7u38'13" |
| 2         | Julian Alaphilippe   | Soudal-Quick Step        | z.t.     |
| 3         | Richard Carapaz      | EF Education-EasyPost    | + 4"     |
| 4         | Rune Herregodts      | Intermarché-Circus-Wanty | + 6"     |
| 5         | Maxim Van Gils       | Lotto-Dstny              | + 10"    |
| 6         | Robert Stannard      | Alpecin-Deceuninck       | z.t.     |
| 7         | Fred Wright          | Bahrain-Victorious       | z.t.     |
| 8         | Marco Brenner        | Team DSM                 | z.t.     |
| 9         | Clément Champoussin  | Arkéa Samsic             | z.t.     |
| 10        | Edvald Boasson Hagen | TotalEnergies            | z.t.     |

### Derde etappe
| Plaats  | Naam               | Ploeg                    | tijd     |
| ------- | ------------------ | ------------------------ | -------- |
| Winnaar | Christophe Laporte | Team Jumno-Visma         | 4u43'28" |
| 2       | Sam Bennett        | BORA-hansgrohe           | z.t.     |
| 3       | Dylan Groenewegen  | Team Jayco AlUla         | z.t.     |
| 4       | Matteo Trentin     | UAE Team Emirates        | z.t.     |
| 5       | Milan Menten       | Lotto-Dstny              | z.t.     |
| 6       | Hugo Hofstetter    | Arkéa Samsic             | z.t.     |
| 7       | Matevž Govekar     | Bahrain-Victorious       | z.t.     |
| 8       | Tobias Bayer       | Alpecin-Deceuninck       | z.t.     |
| 9       | Axel Zingle        | Cofidis                  | z.t.     |
| 10      | Madis Mihkels      | Intermarché-Circus-Wanty | z.t.     |

| Plaats    | Naam                | Ploeg                    | tijd      |
| --------- | ------------------- | ------------------------ | --------- |
| Gele trui | Christophe Laporte  | Team Jumbo-Visma         | 12u21'28" |
| 2         | Julian Alaphilippe  | Soudal-Quick Step        | + 11"     |
| 3         | Richard Carapaz     | EF Education-EasyPost    | + 17"     |
| 4         | Rune Herregodts     | Intermarché-Circus-Wanty | + 19"     |
| 5         | Fred Wright         | Bahrain-Victorious       | + 23"     |
| 6         | Giulio Ciccone      | Trek-Segafredo           | z.t.      |
| 7         | Adam Yates          | UAE Team Emirates        | z.t.      |
| 8         | Markus Hoelgaard    | Trek-Segafredo           | z.t.      |
| 9         | Marco Brenner       | Team DSM                 | z.t.      |
| 10        | Felix Großschartner | UAE Team Emirates        | z.t.      |

### Vierde etappe
| Plaats  | Naam                 | Ploeg                    | tijd    |
| ------- | -------------------- | ------------------------ | ------- |
| Winnaar | Mikkel Bjerg         | UAE Team Emirates        | 37'28"  |
| 2       | Jonas Vingegaard     | Team Jumbo-Visma         | + 12"   |
| 3       | Rémi Cavagna         | Soudal-Quick Step        | + 27"   |
| 4       | Fred Wright          | Bahrain-Victorious       | + 34"   |
| 5       | Ben O'Connor         | AG2R-Citroën             | + 41"   |
| 6       | Felix Großschartner  | UAE Team Emirates        | + 44"   |
| 7       | Rune Herregodts      | Intermarché-Circus-Wanty | + 54"   |
| 8       | Adam Yates           | UAE Team Emirates        | + 57"   |
| 9       | Nélson Oliveira      | Movistar Team            | + 1'02" |
| 10      | Jonathan Castroviejo | INEOS Grenadiers         | + 1'05" |

| Plaats    | Naam                   | Ploeg                    | tijd      |
| --------- | ---------------------- | ------------------------ | --------- |
| Gele trui | Mikkel Bjerg           | UAE Team Emirates        | 12u59'19" |
| 2         | Jonas Vingegaard       | Team Jumbo-Visma         | + 12"     |
| 3         | Fred Wright            | Bahrain-Victorious       | + 34"     |
| 4         | Ben O'Connor           | AG2R-Citroën             | + 41"     |
| 5         | Felix Großschartner    | UAE Team Emirates        | + 44"     |
| 6         | Rune Herregodts        | Intermarché-Circus-Wanty | + 50"     |
| 7         | Adam Yates             | UAE Team Emirates        | + 57"     |
| 8         | Julian Alaphilippe     | Soudal-Quick Step        | + 1'00"   |
| 9         | Daniel Felipe Martínez | INEOS Grenadiers         | + 1'07"   |
| 10        | Jai Hindley            | BORA-hansgrohe           | + 1'08"   |

### Vijfde etappe
| Plaats  | Naam                       | Ploeg                  | tijd     |
| ------- | -------------------------- | ---------------------- | -------- |
| Winnaar | Jonas Vingegaard           | Team Jumbo-Visma       | 4u03'42" |
| 2       | Julian Alaphilippe         | Soudal-Quick Step      | + 31"    |
| 3       | Tobias Halland Johannessen | Uno-X Pro Cycling Team | z.t.     |
| 4       | Clément Champoussin        | Arkéa Samsic           | z.t.     |
| 5       | Max Poole                  | Team DSM               | z.t.     |
| 6       | Jai Hindley                | BORA-hansgrohe         | z.t.     |
| 7       | Enric Mas                  | Movistar Team          | z.t.     |
| 8       | Adam Yates                 | UAE Team Emirates      | z.t.     |
| 9       | Lenny Martinez             | Groupama-FDJ           | z.t.     |
| 10      | Esteban Chaves             | EF Education-EasyPost  | z.t.     |

| Plaats    | Naam                   | Ploeg              | tijd      |
| --------- | ---------------------- | ------------------ | --------- |
| Gele trui | Jonas Vingegaard       | Team Jumbo-Visma   | 17u03'03" |
| 2         | Ben O'Connor           | AG2R-Citroën       | + 1'10"   |
| 3         | Julian Alaphilippe     | Soudal-Quick Step  | + 1'23"   |
| 4         | Adam Yates             | UAE Team Emirates  | + 1'26"   |
| 5         | Felix Großschartner    | UAE Team Emirates  | + 1'27"   |
| 6         | Jai Hindley            | BORA-hansgrohe     | + 1'37"   |
| 7         | Jack Haig              | Bahrain-Victorious | + 1'44"   |
| 8         | Daniel Felipe Martínez | INEOS Grenadiers   | + 2'07"   |
| 9         | Mikkel Bjerg           | UAE Team Emirates  | + 2'21"   |
| 10        | Guillaume Martin       | Cofidis            | + 2'54"   |

### Zesde etappe
| Plaats  | Naam                 | Ploeg                    | tijd     |
| ------- | -------------------- | ------------------------ | -------- |
| Winnaar | Georg Zimmermann     | Intermarché-Circus-Wanty | 4u02'50" |
| 2       | Mathieu Burgaudeau   | TotalEnergies            | + 1"     |
| 3       | Jonathan Castroviejo | INEOS Grenadiers         | + 8"     |
| 4       | Giulio Ciccone       | Trek-Segafredo           | + 48"    |
| 5       | Ben O'Connor         | AG2R-Citroën             | z.t.     |
| 6       | Adam Yates           | UAE Team Emirates        | z.t.     |
| 7       | Jack Haig            | Bahrain-Victorious       | z.t.     |
| 8       | Jai Hindley          | BORA-hansgrohe           | z.t.     |
| 9       | Julian Alaphilippe   | Soudal Quick-Step        | z.t.     |
| 10      | Enric Mas            | Movistar Team            | z.t.     |

| Plaats    | Naam                       | Ploeg                  | tijd      |
| --------- | -------------------------- | ---------------------- | --------- |
| Gele trui | Jonas Vingegaard           | Team Jumbo-Visma       | 17u03'03" |
| 2         | Ben O'Connor               | AG2R-Citroën           | + 1'10"   |
| 3         | Julian Alaphilippe         | Soudal-Quick Step      | + 1'23"   |
| 4         | Adam Yates                 | UAE Team Emirates      | + 1'26"   |
| 5         | Jai Hindley                | BORA-hansgrohe         | + 1'37"   |
| 6         | Jack Haig                  | Bahrain-Victorious     | + 1'44"   |
| 7         | Daniel Felipe Martínez     | INEOS Grenadiers       | + 2'07"   |
| 8         | Guillaume Martin           | Cofidis                | + 2'54"   |
| 9         | Mikkel Bjerg               | UAE Team Emirates      | + 2'55"   |
| 10        | Tobias Halland Johannessen | Uno-X Pro Cycling Team | + 2'57"   |

### Zevende etappe
| Plaats  | Naam                   | Ploeg                    | tijd     |
| ------- | ---------------------- | ------------------------ | -------- |
| Winnaar | Jonas Vingegaard       | Team Jumbo-Visma         | 4u15'47" |
| 2       | Adam Yates             | UAE Team Emirates        | + 41"    |
| 3       | Jai Hindley            | BORA-hansgrohe           | + 53"    |
| 4       | Ben O'Connor           | AG2R-Citroën             | + 1'04"  |
| 5       | Max Poole              | Team DSM                 | + 1'10"  |
| 6       | Jack Haig              | Bahrain-Victorious       | z.t.     |
| 7       | Guillaume Martin       | Cofidis                  | z.t.     |
| 8       | Torstein Træen         | Uno-X Pro Cycling Team   | z.t.     |
| 9       | Daniel Felipe Martínez | INEOS Grenadiers         | z.t.     |
| 10      | Louis Meintjes         | Intermarché-Circus-Wanty | z.t.     |

| Plaats    | Naam                   | Ploeg                    | tijd      |
| --------- | ---------------------- | ------------------------ | --------- |
| Gele trui | Jonas Vingegaard       | Team Jumbo-Visma         | 25u22'18" |
| 2         | Adam Yates             | UAE Team Emirates        | + 2'11"   |
| 3         | Ben O'Connor           | AG2R-Citroën             | + 2'24"   |
| 4         | Jai Hindley            | BORA-hansgrohe           | + 2'36"   |
| 5         | Jack Haig              | Bahrain-Victorious       | + 3'04"   |
| 6         | Daniel Felipe Martínez | INEOS Grenadiers         | + 3'27"   |
| 7         | Julian Alaphilippe     | Soudal-Quick Step        | + 3'48"   |
| 8         | Guillaume Martin       | Cofidis                  | + 4'14"   |
| 9         | Louis Meintjes         | Intermarché-Circus-Wanty | + 4'19"   |
| 10        | Torstein Træen         | Uno-X Pro Cycling Team   | + 4'21"   |

### Achtste etappe
| Plaats  | Naam             | Ploeg                    | tijd     |
| ------- | ---------------- | ------------------------ | -------- |
| Winnaar | Giulio Ciccone   | Trek-Segafredo           | 4u06'04" |
| 2       | Jonas Vingegaard | Team Jumbo-Visma         | + 23"    |
| 3       | Adam Yates       | UAE Team Emirates        | + 33"    |
| 4       | Ben O'Connor     | AG2R-Citroën             | + 49"    |
| 5       | Guillaume Martin | Cofidis                  | + 54"    |
| 6       | Jai Hindley      | BORA-hansgrohe           | + 57"    |
| 7       | Rafał Majka      | UAE Team Emirates        | + 1'00"  |
| 8       | Jack Haig        | Bahrain-Victorious       | z.t.     |
| 9       | Louis Meintjes   | Intermarché-Circus-Wanty | z.t.     |
| 10      | Carlos Rodríguez | INEOS Grenadiers         | + 1'03"  |

| Plaats    | Naam               | Ploeg                    | tijd      |
| --------- | ------------------ | ------------------------ | --------- |
| Gele trui | Jonas Vingegaard   | Team Jumbo-Visma         | 29u28'39" |
| 2         | Adam Yates         | UAE Team Emirates        | + 2'23"   |
| 3         | Ben O'Connor       | AG2R-Citroën             | + 2'56"   |
| 4         | Jai Hindley        | BORA-hansgrohe           | + 3'16"   |
| 5         | Jack Haig          | Bahrain-Victorious       | + 3'47"   |
| 6         | Guillaume Martin   | Cofidis                  | + 4'51"   |
| 7         | Louis Meintjes     | Intermarché-Circus-Wanty | + 5'02"   |
| 8         | Torstein Træen     | Uno-X Pro Cycling Team   | + 5'15"   |
| 9         | Carlos Rodríguez   | INEOS Grenadiers         | + 5'19"   |
| 10        | Julian Alaphilippe | Soudal-Quick Step        | + 5'37"   |

## Klassementenverloop
| Etappe | Winnaar            | Algemeen klassement · | Puntenklassement · | Bergklassement ·   | Jongerenklassement · | Ploegenklassement |
| ------ | ------------------ | --------------------- | ------------------ | ------------------ | -------------------- | ----------------- |
| 1      | Christophe Laporte | Christophe Laporte    | Christophe Laporte | Donavan Grondin    | Rune Herregodts      | UAE Team Emirates |
| 2      | Julian Alaphilippe | Christophe Laporte    | Christophe Laporte | Donavan Grondin    | Rune Herregodts      | UAE Team Emirates |
| 3      | Christophe Laporte | Christophe Laporte    | Christophe Laporte | Donavan Grondin    | Rune Herregodts      | UAE Team Emirates |
| 4      | Mikkel Bjerg       | Mikkel Bjerg          | Christophe Laporte | Donavan Grondin    | Mikkel Bjerg         | UAE Team Emirates |
| 5      | Jonas Vingegaard   | Jonas Vingegaard      | Christophe Laporte | Donavan Grondin    | Mikkel Bjerg         | UAE Team Emirates |
| 6      | Georg Zimmermann   | Jonas Vingegaard      | Christophe Laporte | Mathieu Burgaudeau | Mikkel Bjerg         | UAE Team Emirates |
| 7      | Jonas Vingegaard   | Jonas Vingegaard      | Christophe Laporte | Victor Campenaerts | Max Poole            | INEOS Grenadiers  |
| 8      | Giulio Ciccone     | Jonas Vingegaard      | Christophe Laporte | Giulio Ciccone     | Carlos Rodríguez     | INEOS Grenadiers  |

1947 · 1948 · 1949 · 1950 · 1951 · 1952 · 1953 · 1954 · 1955 · 1956 · 1957 · 1958 · 1959 · 1960 · 1961 · 1962 · 1963 · 1964 · 1965 · 1966 · 1967 · 1968 · 1969 · 1970 · 1971 · 1972 · 1973 · 1974 · 1975 · 1976 · 1977 · 1978 · 1979 · 1980 · 1981 · 1982 · 1983 · 1984 · 1985 · 1986 · 1987 · 1988 · 1989 · 1990 · 1991 · 1992 · 1993 · 1994 · 1995 · 1996 · 1997 · 1998 · 1999 · 2000 · 2001 · 2002 · 2003 · 2004 · 2005 · 2006 · 2007 · 2008 · 2009 · 2010 · 2011 · 2012 · 2013 · 2014 · 2015 · 2016 · 2017 · 2018 · 2019 · 2020 · 2021 · 2022 · 2023 · 2024
Tour Down Under ·
Great Ocean Road Race ·
Ronde van de Verenigde Arabische Emiraten ·
Omloop Het Nieuwsblad ·
Strade Bianche ·
Parijs-Nice · 
Tirreno-Adriatico · 
Milaan-San Remo ·
Ronde van Catalonië ·
Classic Brugge-De Panne ·
E3 Saxo Bank Classic ·
Gent-Wevelgem ·
Dwars door Vlaanderen ·
Ronde van Vlaanderen ·
Ronde van het Baskenland ·
Parijs-Roubaix ·
Amstel Gold Race ·
Waalse Pijl ·
Luik-Bastenaken-Luik ·
Ronde van Romandië ·
Eschborn-Frankfurt ·
Ronde van Italië ·
Critérium du Dauphiné ·
Ronde van Zwitserland ·
Ronde van Frankrijk ·
Clásica San Sebastián ·
Ronde van Polen ·
BEMER Cyclassics ·
Renewi Tour ·
Ronde van Spanje ·
Bretagne Classic ·
GP van Quebec ·
GP van Montréal ·
Ronde van Lombardije ·
Ronde van Guangxi